# クリストファー・J・スカーヴァー
クリストファー・J・スカーヴァー（Christopher J. Scarver Sr.、1969年7月6日 - ）は、アメリカの殺人犯。 
刑務所内で、スカーヴァーは連続殺人犯のジェフリー・ダーマーを殺害したことで最もよく知られている。 

## 概要
スカーヴァーは5人兄弟の2番目で、ミルウォーキーで生まれ育った。高校でアルコール・マリファナ中毒に陥り、11年生で中退。家から追い出されてしまう。その後、ウィスコンシン自然保護隊の就職プログラムで見習い大工として採用される。上司から、このプログラムを終了したらフルタイムで雇用されると約束されていたが、その上司が解雇されたため実現しなかった。その結果、酒に溺れ、酔うと彼を「選ばれし者」と呼ぶ声が聞こえるようになったという。彼は後に統合失調症と診断され、メサイアコンプレックスに悩まされていたと言われている。
1990年6月1日、スカーヴァーはウィスコンシン自然保護隊の訓練プログラム事務所に押入り、管理者のジョン・フェイエンに金を要求、従業員のスティーブ・ローマンに銃を突きつけて押さえつけた。ところがフェイエンがわずか15ドルしか渡さなかったため、激怒したスカーヴァーはローマンに発砲し殺害した。フェイエンは最終的にスカーヴァーに3000ドルの小切手を渡し、現場から逃げ出した。
1992年、スカーヴァーは有罪判決を受け、終身刑を宣告され、ウィスコンシン州ポーテージのコロンビア矯正施設に収容された。
入所後に生まれた息子がおり、後にCNNのインタビューに答えている。
2015年から、ブログの執筆や、詩集などいくつかの著書を発表している。

## ジェフリー・ダーマーの殺害
入所して2年後の1994年11月28日の朝、スカーヴァーは、妻殺害で服役中のジェシー・アンダーソンと、連続殺人犯のジェフリー・ダーマーとともに、体育館のトイレ清掃に従事していた。刑務官が目を離した隙に、スカーヴァーはウェイトルームにある運動器具から外した金属棒でジェフリー・ダーマーを殴打。その後、シャワールームでジェシー・アンダーソンも襲撃した。ダーマーは病院到着から1時間後に死亡、アンダーソンも2日後に死亡した。これよりスカーヴァーはさらに2つの終身刑を言い渡された。
二人の殺害理由については、ダーマーが多くの黒人男性を殺害したこと、アンダーソンが2人の黒人男性を犯人に仕立てようとしたことなど、人種的動機があったことを主張している。
2015年にはニューヨーク・ポスト他いくつかのメディアでインタビューに答えており、例えば「ダーマーが食事の時、刑務所の食べ物で切断された手足を形作り、その上にケチャップを垂らして血のように見せ、他の受刑者たちを冷やかしていた」と述べた。
アンダーソンについても、「他の受刑者たちが長い時間を掛けて制作したマーティン・ルーサー・キングの絵があって、アンダーソンはキング牧師の額に血痕を描いた。まるで銃弾を撃ち込まれたかのように」と述べた。
その他、メディアの報道に誤りがあることなどを自身のブログで主張している。

## 著書
- The Child Left Behind（2015）
- God Seed（2015）
- Pain（2015）
- A Mind is a Terrible Thing to Waste（2018）
- The Devil’s Hand（2020）
- The Rich Get Richer and the Poor Get Prison（2020）
- Which Way Is Up?（2022）